# John Key
John Phillip Key, född 9 augusti 1961 i Auckland, är en nyzeeländsk politiker. Han var partiledare för Nya Zeelands nationella parti 2006–2016 och Nya Zeelands premiärminister från 2008 till 2016. Han avgick som premiärminister på egen begäran den 12 december 2016.
John Key valdes in i Nya Zeelands parlament 2002 som partiets representant för valkretsen Helensville i nordvästra Auckland. År 2004 valdes han till partiets finanstalesman och efterträdde sedan Don Brash som partiledare och oppositionsledare 2006.

## Privatliv

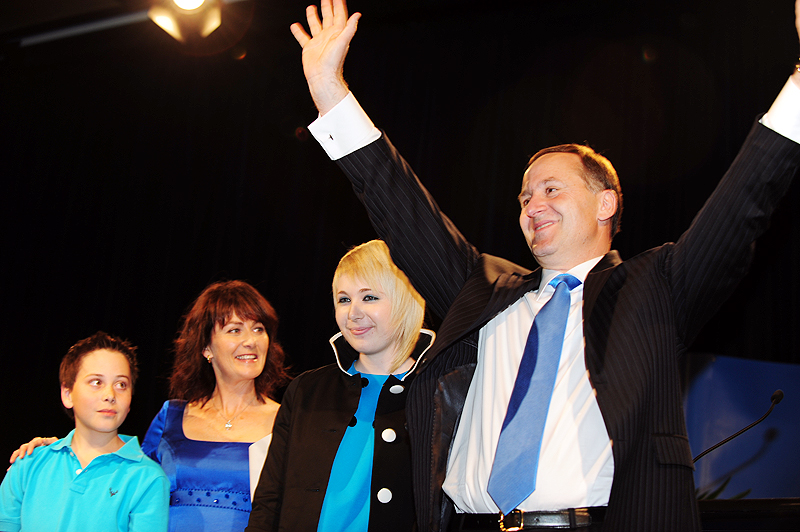
Key med sin fru Bronagh och sina barn på valnatten 9 november 2008.

Key föddes i Auckland, hans föräldrar hette George Key och Ruth Key (född Lazar). Hans alkoholiserade far, som ursprungligen kom från Storbritannien, avled i en hjärtinfarkt 1967.
Han gick på Burnside High School, och avlade en Bachelor of Commerce-examen i redovisning vid University of Canterbury 1981. Han har även läst kurser på Harvard University, även om han inte tog någon examen där.
Key träffade sin hustru Bronagh när de gick på Burnside High School. De gifte sig 1984 och har två barn.

## Karriär före den politiska
Key fick sitt första arbete 1982 som revisor på McCulloch Menzies och blev sedan projektledare på klädföretaget Lane Walker i Christchurch i två år. Han började sedan arbeta som valutahandlare på Elders Finance in Wellington, fick en chefsposition där två år senare och flyttade 1988 till Bankers Trust i Auckland.
År 1995 blev han chef för den asiatiska valutahandeln i Singapore för Merrill Lynch. Samma år befordrades han till företagets internationella chef för valutahandel i London. Vissa medarbetare kallade honom "den leende lönnmördaren" eftersom han bibehöll sin vanliga munterhet under tiden han avskedade dussintals (vissa säger hundratals) anställda efter stora förluster i samband med den Ryska finanskrisen 1998. Han var medlem av Foreign Exchange Committee i New York Federal Reserve Bank mellan 1999 och 2001.